# Impulse (film, 1954)
Pour les articles homonymes, voir Impulse.
Pour plus de détails, voir Fiche technique et Distribution.
Impulse est un film britannique réalisé par Cy Endfield, sorti en 1954, avec Arthur Kennedy, Constance Smith, Joy Shelton (en) et Jack Allen (en) dans les rôles principaux. 

## Synopsis
L'agent immobilier Alan Curtis (Arthur Kennedy) est en couple avec Elizabeth (Joy Shelton (en)). Insatisfait par son couple, il entame une relation extra-conjugale avec Lila (Constance Smith), une danseuse dont le frère est impliqué dans une affaire de vol de bijoux. Curtis se retrouve mêlé à l'affaire.

## Fiche technique
- Titre original : Impulse
- Réalisation : Cy Endfield
- Scénario : Robert S. Baker et Cy Endfield d'après une histoire de Lawrence Huntington et Carl Nystrom
- Direction artistique : C. Wilfred Arnold
- Photographie : Jonah Jones
- Montage : Jack Slade
- Musique : Stanley Black
- Production : Monty Berman et Robert S. Baker
- Société de production : Tempean Films (en)
- Société de distribution : Eros Films (en)
- Pays d'origine : Royaume-Uni
- Langue : Anglais
- Genre cinématographique : Film noir, film policier
- Durée : 80 minutes
- Date de sortie : Royaume-Uni : novembre 1954

## Distribution
- Arthur Kennedy : Alan Curtis
- Constance Smith : Lila
- Joy Shelton (en) : Elizabeth Curtis
- Jack Allen (en) : Freddie
- James Carney : Jack Forrester
- Cyril Chamberlain : Gray
- Cameron Hall (en) : Joe
- Bruce Beeby (en) : Harry Winters
- Charles Lamb (en) : Palmer
- Sam Kydd (en) : un inspecteur
- Kenneth Cope : la réceptionniste de l'hôtel
- Michael Balfour (en) : un marin